# Wilhelm Schott (Maler)

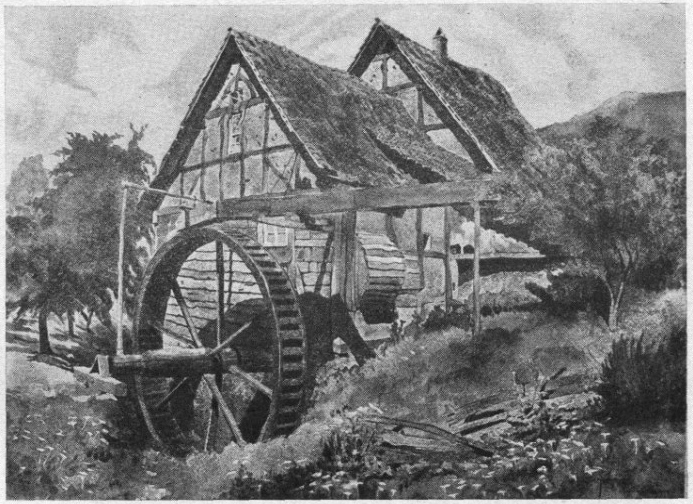
Häufiges Motiv: die Ölmühle bei Motzenrode

Wilhelm Schott (* 7. November 1893 in Kassel; † 9. Februar 1990 in Eschwege) war ein deutscher Maler.
Als Sohn eines Kasseler Feilenhauers absolvierte Wilhelm Schott ab 1908 die Ausbildung zum Lehrer an der königlich-preußischen Präparandenanstalt Kassel gefolgt von einem Besuch am Lehrerseminar Eschwege.
Nach einer Kriegsverwundung fand er 1916 seine erste Anstellung und wurde ab 1918 als Dorfschullehrer nach Röhrda versetzt, 1928 folgte eine fünfjährige Anstellung an der Dorfschule in Schwebda. An der Alexander-von-Humboldt-Schule Eschwege (damals „Bürgerknabenschule“) wirkte er von 1933 bis 1949 als Zeichenlehrer.
In dem idyllischen Ringgauort Röhrda entdeckte Schott seine Leidenschaft für die Landschaftsmalerei und hierbei spezialisierte er sich neben Orts- und Stadtansichten auf die künstlerisch perfekte Darstellung von Wassermühlen. Bis zu seinem Lebensende schuf er über 150 Mühlenporträts. Inzwischen sind 1358 seiner Werke gelistet.